# 大石站 (日本)
大石站（日语：／ Oishi eki */?）是位於兵庫縣神戶市灘區船寺通，屬於阪神電氣鐵道本線的車站。車站編號為「HS28」。在開設直通特急前，山陽電氣鐵道駛入阪神本線的列車會在此站折返。都賀川流經車站下方。而此站與武庫川站、香櫨園站、蘆屋站同樣為『在河流上的車站』之一。
此站於1967年高架化，而車站舊址位於現址南邊100米處，現時則為公園。

## 歷史
- 1905年（明治38年）4月12日 - 阪神本線開業，此站啟用[1]。
- 1967年（昭和42年）7月2日 - 隨著車站高架化，車站向北遷移100米[1]。
- 1968年（昭和43年）4月7日 - 開設由山陽電氣鐵道經神戶高速鐵道東西線直通至前往此站的班次[1]。 
  - 1月17日 - 發生阪神大地震，阪神本線停運。此站暫停營業。
  - 6月26日 - 御影站至西灘站之間重開（同時阪神本線全線重開）。
- 1998年（平成10年）2月15日 - 山陽電氣鐵道山陽特急駛入阪神本線的班次縮短至三宮站。此站停站的山陽列車只有S特急和普通。
- 2001年（平成13年）3月10日 - 山陽電氣鐵道S特急與普通駛入阪神本線的班次縮短至三宮站。此站沒有山陽營業列車停站[1]。另外，關於阪神本線中，在優等列車中只有上行急行列車停站（下行急行繼續通過此站）。
- 2006年（平成18年）10月28日 - 兩方向的急行停站。
- 2009年（平成21年）3月20日 - 急行只於西宮站以東區間運行，因此所有優等列車（日语：優等列車）均通過。
- 2014年（平成26年）4月1日 - 引入車站編號[2][3]。

## 車站構造

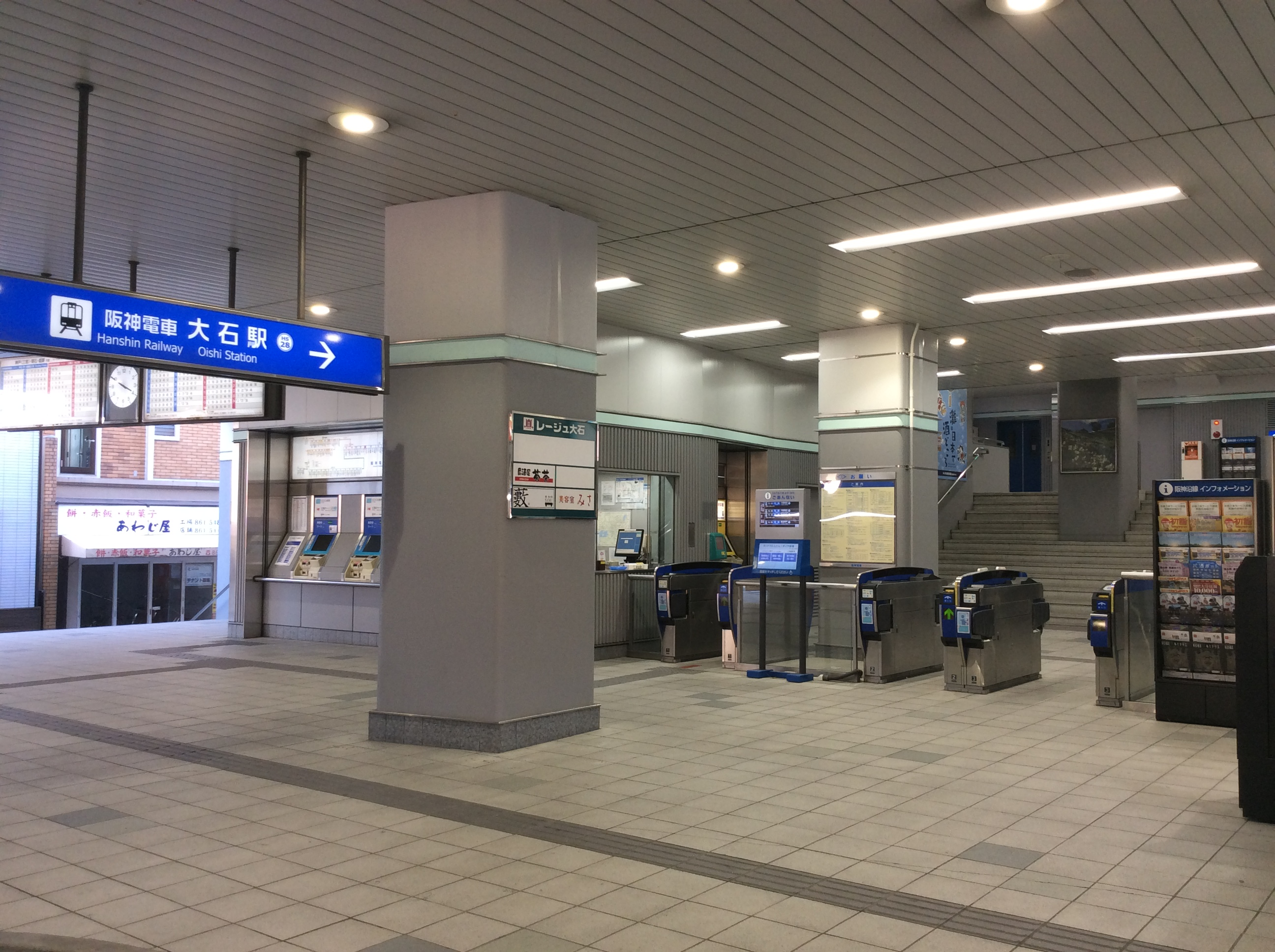
驗票口(2019年11月)

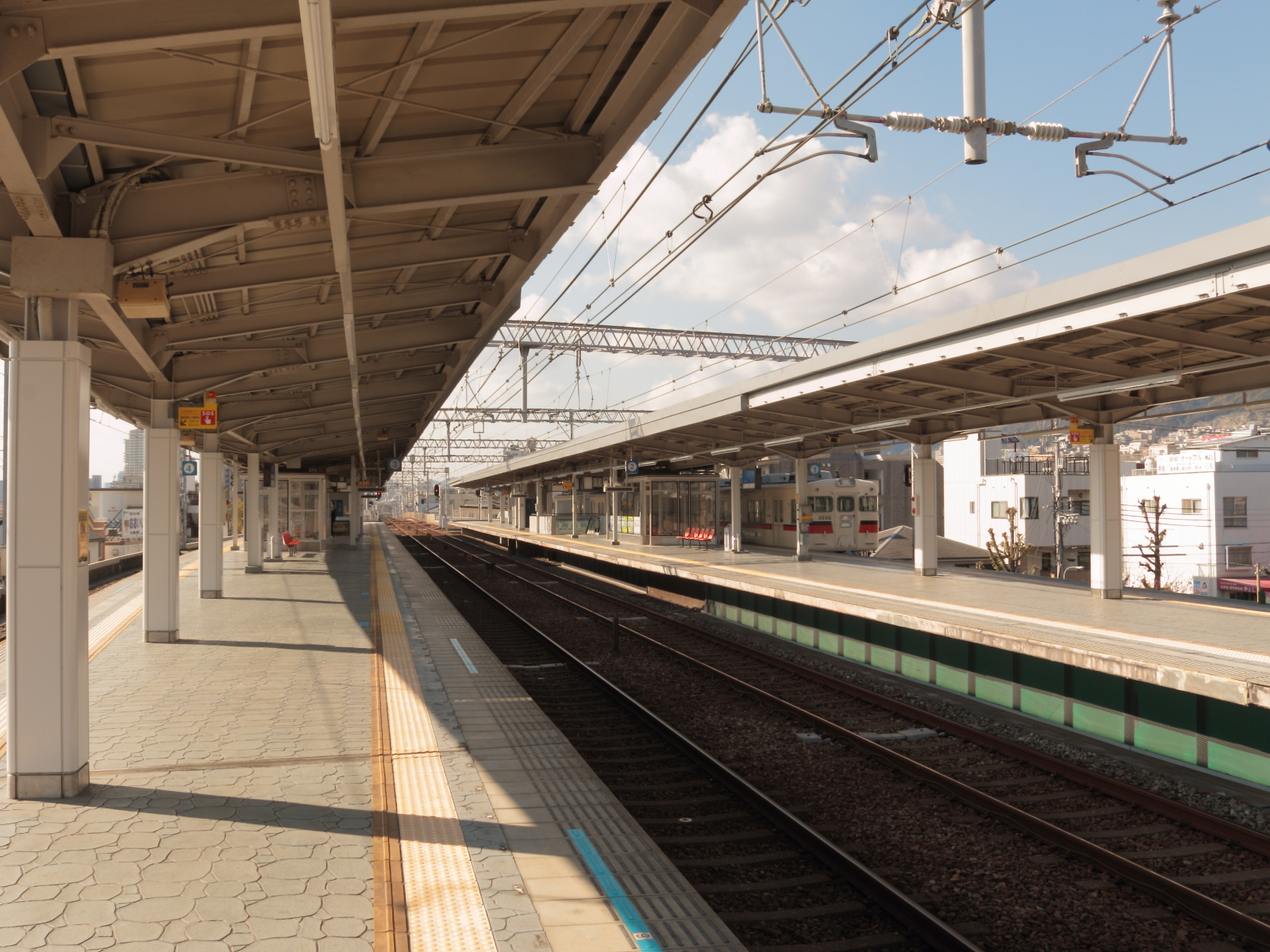
月台（2015年11月）

車站是一座高架車站，設有2面4線的島式月台。車站近梅田一方跨越都賀川。車站大樓（閘口）位於第1層，月台位於第2層。
在2014年3月，此站月台上蓋上建設了阪神電鐵首個太陽能電池板，車站3成電力來自該太陽能電池。
月台可容納6卡19m級的阪神・山陽車輛，只此6卡21m級的近鐵車輛不可停在此站。

### 月台
| 月台 | 路線 | 上下行 | 方向                           | 備註           |
| ---- | ---- | ------ | ------------------------------ | -------------- |
| 1    | 本線 | 上行   | 尼崎、大阪梅田、難波、奈良方向 | 山陽車折返月台 |
| 2    | 本線 | 上行   | 尼崎、大阪梅田、難波、奈良方向 |                |
| 3    | 本線 | 下行   | 神戶三宮、姬路方向             |                |
| 4    | 本線 | 下行   | 神戶三宮、姬路方向             |                |

1號月台為上行待避線，2號月台為上行主本線，3號月台為下行主本線，4號月台為下行待避線。現時時間表中，除了早上外沒有定期營業列車使用待避線。待避線原則上讓山陽列車以不載客列車折返使用。在梅田和神戶三宮兩方均設有單向渡線，使1至4號月台可向兩方向出發。另外在時間表混亂時會設有列車進行待避。

## 使用狀況
- 在2005年度，1日平均上下車人次為8,934人。
- 在2017年11月，1日平起乘車人次為4,740人，上下車人次為9,352人[5]。
  - 在2017年度1日平均乘車人次為4,920人[6]。

## 車站周邊
- 的士站（神戶六甲的士）
- 澤之鶴（日语：沢の鶴）總部、澤之鶴資料館（日语：沢の鶴資料館）[1]
- 西灘公園
- 船寺八幡宮
- 灘稅務署
- 灘郵局（日语：灘郵便局）
- 神戶西鄉郵局
- 神戶市立西鄉小學（日语：神戸市立西郷小学校）
- 神戶市立原田中學（日语：神戸市立原田中学校）
- 德島大正銀行（日语：徳島大正銀行）東神戶分店
- 摩耶站 - 在2016年春季升級成為車站
- 神戶市巴士「阪神大石」巴士站（站南邊，舊站附近）、阪神巴士（日语：阪神バス）「大石川」巴士站（站北邊，國道2號上）

## 相鄰車站
阪神電氣鐵道
 本線
■■直通特急、■特急、■快速急行
通過
■普通
新在家（HS 27）－大石（HS 28）－西灘（HS 29）

## 注腳
1. 1 2 3 4 5 6 7 8 9 10 11 12 13 14 15  . 神戶新聞綜合出版中心. 2012-12-10: 31. ISBN 9784343006745.
2. ↑   (PDFlink) (新闻稿). 阪神電氣鐵道株式會社. 2013-04-30  [2016-04-08]. （原始内容存档 (PDF)于2019-06-17）.
3. ↑  . 讀賣新聞（大阪晨報） (讀賣新聞大阪本社). 2014-03-20: p.32.
4. ↑  鐵道迷 2014年6月號164頁「大石駅に太陽光パネルを設置」
5. ↑   (PDF). 阪神電氣鐵道.   [2019-04-08]. （原始内容存档 (PDF)于2019-04-08）.
6. ↑  . 神戶市企劃調整局政策企劃部政策調査課.   [2019-04-08]. （原始内容存档于2019-04-01）.

## 外部連結
- 大石（路線圖、車站資訊） - 阪神電氣鐵道